# 耶达吉里古特塔
耶达吉里古特塔（Yadagirigutta），是印度安得拉邦Nalgonda县的一个城镇。总人口13267（2001年）。

## 人口
该地2001年总人口13267人，其中男性6651人，女性6616人；0—6岁人口1727人，其中男878人，女849人；识字率61.47%，其中男性为71.09%，女性为51.80%。截至2001年印度人口普查， Yadagirigutta的人口为13,267人。 男性占人口的50％，女性占50％。 Yadagirigutta的平均识字率为61％，低于全国平均水平的74.04％：男性识字率为71％，女性读写能力为52％。 在Yadagirigutta，13％的人口在6岁以下。